# 20A busz (Szombathely)
A szombathelyi 20A jelzésű autóbusz a Vasútállomás – Szűrcsapó utca – Brenner Tóbiás körút – Városháza – Vasútállomás útvonalon közlekedett 2025. február 1-ig, körjáratként, ellentétes irányban pedig 20C számmal. A viszonylatot a Blaguss Agora üzemeltette.

## Története
2022. augusztus 1-től a körjáratok átszervezésre kerültek. A 2A és 2C járatok a Szűrcsapó utca helyett a Váci Mihály utcán, míg a 29A és 29C járatok a Szűrcsapó utcán keresztül közlekednek, a Joskar-Ola városrész érintésével. A 2A és 2C tanítási napokon, a Városházát érintő indulásai 20A és 20C jelzést kaptak.

## Közlekedése
Kizárólag tanítási napokon indult egy járat, a reggeli csúcsidőben.

## Útvonala
| Vasútállomás → Szűrcsapó utca → Brenner Tóbiás körút → Városháza → Vasútállomás |
| --- |
| Vasútállomás – Vasút utca – Semmelweis Ignác utca – Bocskai István körút – Horváth Boldizsár körút – Dr. István Lajos körút – Paragvári utca – Szűrcsapó utca – Rohonci út – Bartók Béla körút – Jókai Mór utca – Brenner Tóbiás körút – Körmendi út – Szent Gellért utca – Károly Róbert utca – Szent Flórián körút – II. Rákóczi Ferenc utca – Thököly Imre utca – Szent Márton utca – Vörösmarty Mihály utca – Széll Kálmán utca – Vasútállomás |

## Megállói
Az átszállási kapcsolatok között a 2A, 2C, 20C, 29A és 29C buszok nincsenek feltüntetve.
| 0  | Vasútállomás induló végállomás       |                                                                    | Szombathely Helyi autóbusz-állomás, Éhen Gyula tér                                                                                                   |
| 1  | Semmelweis Ignác utca                | 5, 6, 30Y                                                          | MÁV-rendelő |
| 2  | Neumann János Általános Iskola       | 5, 30Y                                                             | Neumann János Általános Iskola, Donászy Magda Óvoda                                                                                                  |
| 4  | Kórház                               |                                                                    | Markusovszky Kórház, Vérellátó, Anunciáták háza, Mentőállomás                                                                                        |
| 7  | Művészeti Gimnázium (Szűrcsapó utca) | 4H, 5, 5H, 9, 10H, 12, 21, 22, 24, 25                              | Művészeti Gimnázium |
| 8  | Derkovits Gyula Általános Iskola     | 4H, 5, 5H, 9, 10H, 24                                              | Derkovits Gyula Általános Iskola |
| 9  | Derkovits bevásárlóközpont           | 4H, 5, 5H, 9, 10H, 24                                              | Órásház, Derkovits Bevásárlóközpont, Bolyai János Gyakorló Általános Iskola és Gimnázium                                                             |
| 11 | Órásház                              | 4H, 5, 5H, 9, 10H, 22, 30Y                                         | Órásház, Derkovits Bevásárlóközpont, Bolyai János Gyakorló Általános Iskola és Gimnázium                                                             |
| 12 | Tófürdő                              | 22                                                                 | Tófürdő, Csónakázótó, Haladás Sportkomplexum, Kenderesi utcai sporttelep                                                                             |
| 13 | Uszoda                               | 22                                                                 | Fedett Uszoda és Termálfürdő, Claudius Hotel, Csónakázótó, Ezredévi park                                                                             |
| 14 | Szent István park                    |                                                                    | Garda Hotel, Régi víztorony, Pécsi Tudományegyetem Egészségtudományi Kar, Élelmiszeripari és Földmérési Szakképző Iskola                             |
| 15 | Nyugdíjasok Otthona                  | 7                                                                  | Nyugdíjasok Otthona, Kálvária, Szent István park, Bagolyvár                                                                                          |
| 16 | Tóth István tér                      | 7                                                                  | Bagolyvár |
| 17 | Savaria Plaza                        |                                                                    | Savaria Plaza, Szalézi tér, Szalézi templom, Jáki úti rendelő, Apáczai Waldorf Általános Iskola, Fiatal Házasok Otthona                              |
| 20 | Szent Gellért utca 64.               | 4H, 6, 6H, 8H, 12, 21, 23                                          | |
| 21 | Waldorf iskola                       | 4H, 6, 6H, 8H, 12, 21, 23                                          | Apáczai Waldorf Általános Iskola, Fiatal Házasok Otthona, Savaria Plaza                                                                              |
| 23 | Szent Flórián körút 33.              | 6, 6H, 8H, 12, 21                                                  | Gazdag Erzsi Óvoda |
| 25 | Rákóczi utcai iskola                 | 6, 12, 21                                                          | Zrínyi Ilona Általános Iskola Rákóczi utcai épülete, ÉGÁZ                                                                                            |
| 26 | Batthyány tér                        | 6, 12, 21                                                          | Képtár, Iseum, Zsinagóga, Bartók terem, Zrínyi Ilona Általános Iskola, Horváth Boldizsár Szakközépiskola, Kanizsai Dorottya Gimnázium, Batthyány tér |
| 27 | Városháza                            | 5H, 6, 7, 9, 10H, 12, 21, 27, 27A, 30Y                             | Városháza, Fő tér, Isis irodaház, Okmányiroda |
| 28 | Aluljáró (Thököly utca)              | 6, 9, 10H, 12, 21, 27, 27A, 30Y                                    | Történelmi Témapark, Ferences templom |
| 30 | 56-osok tere (Széll Kálmán utca)     | 1U, 3H, 5, 6, 6H, 9, 10H, 12, 21, 21A, 22, 23, 25, 27, 27A, 30Y    | Vámhivatal, Földhivatal, Államkincstár, Gyermekotthon                                                                                                |
| 32 | Vasútállomás érkező végállomás       | 1U, 3H, 5, 6, 6H, 7, 9, 10H, 12, 21, 21A, 22, 23, 25, 27, 27A, 30Y | Szombathely Helyi autóbusz-állomás, Éhen Gyula tér                                                                                                   |